# Dystrykt Bagh
Dystrykt Bagh (urdu: ضلع باغ) – dystrykt w północno-wschodnim Pakistanie w Azad Dżammu i Kaszmirze. W 1998 roku liczył ok. 282 000 mieszkańców. Siedzibą administracyjną dystryktu jest Bagh.